# Techniky emoční svobody
Emotional Freedom Techniques neboli doslova Techniky emoční svobody (či spíše Techniky pracující na principu uvolnění emocí) jsou alternativní psychoterapeutické techniky postavené na teorii, že negativní emoce jsou způsobeny poruchou v energetickém poli těla (nebo ji naopak vyvolávají). Pomocí lehkého ťukání na akupunkturní body při současné koncentraci na své pocity dochází ke změnám v energetickém systému a k jeho navrácení zpět do stavu rovnováhy. EFT nicméně nemá žádné zdravotní benefity nad rámec placebo efektu. Celkově je EFT považována za pseudovědeckou a její podstatu je možné vysvětlit na základě metod klasické psychologie spíše než na základě energie meridiánů.
Do České republiky metodu importovala zřejmě Zdena Katayama[zdroj⁠?!], která zde založila Institut energetické psychologie, kde metodu provozuje a vyučuje. Je rovněž autorkou popularizační knihy EFT pro každého.

## Pozadí
Systém EFT vytvořil Gary Craig v polovině 90. let a je zamýšlen jako zjednodušení systému Rogera Callahana - TFT (Terapie mentálního pole). Craig a Callahan spolu pracovali na začátku 90. let. V roce 1993 byl Craig první osobou, kterou Callahan vycvičil ve své nejrozvinutější technice známé jako Hlasová technika (Voice Technology). Craig díky své praxi zjistil, že pořadí bodů při ťukání není důležité, a tím ztratila smysl i řada dalších speciálních procedur. Tím pádem byl Callahanův systém velmi zjednodušen.

## Teorie
Zastánci EFT tvrdí, že tato technika pomáhá v takových psychických a tělesných stavech jako jsou deprese, úzkost, posttraumatická stresová porucha, celkový stres, závislosti a fobie. Někteří praktici EFT též pokládají tuto techniku za účinnou i u roztroušené sklerózy a dokonce u "všeho od rýmy k rakovině". Základní schema EFT zahrnuje soustředění se na negativní vzpomínku nebo emoci a současné ťukání špičkami prstů na sérii dvanácti bodů na těle, které mají korespondovat s meridiány používanými v tradiční čínské medicíně. Kromě těchto 12 bodů se používají další body se speciálním určením, a to "karate bod", "9-gamut" a bod v horní části hrudníku ("sore spot").
Podle teorie vznikají negativní emoce ve třech fázích: 1) dojde k negativní (nepříjemné) zkušenosti, 2) na jejím základě vzniká negativní emoce, která vede ke změnám uvnitř těla a to má za následek 3) postižení energetického systému. Z tohoto důvodu nestačí ťukat pouze na negativní vzpomínku, nýbrž je nutné soustředit se i na emoce s ní spojené - jen tak může dojít ke změnám v energetické nerovnováze.
Hlavní rozdíl mezi TFT a EFT nespočívá v principu, ale ve způsobu aplikace. V TFT má každý problém svoji specifickou sekvenci bodů (tzv. algoritmus). Tato sekvence je volena na základě svalového testu, které se též používá v kineziologii.
Naproti tomu v EFT není sekvence důležitá, a proto není ani potřeba specifický algoritmus pro každý problém. V EFT se používá jednotný postup pro všechny problémy a není třeba ani svalový test. Pro vyřešení konkrétního problému by z oněch 15 bodů stačilo jen několik, ale protože i tak je celkový počet bodů malý, nemá smysl zjišťovat, které body jsou důležité.

## Efektivita
EFT bylo zkoumáno několika stovkami studií, níže jsou příklady tří z nich. Žádná kvalitní empirická studie nicméně nikdy efektivitu EFT nepodpořila.
1. studie: Wells et al.

První studie, publikovaná roku 2003 v Journal of Clinical Psychology (indexován v MEDLINE databázi) a financována Association for Comprehensive Energy Psychology, zahrnovala 35 pacientů s fobií na malá zvířata. Tito pacienti podstoupili jedno sezení EFT. Autoři studie dospěli k závěru, že EFT může pomoci v redukci fobií na malá zvířata během jednoho sezení, nicméně kvůli metodologickým omezením nebylo možno studii jednoznačně uzavřít.
2. studie: Waite a Holder

Druhá studie, publikovaná téhož roku v The Scientific Review of Mental Health practice (indexován v PsycInfo databázi), byla vedena na 119 univerzitních studentech, kteří trpěli fobiemi. Tato studie porovnávala čtyři skupiny. První skupina podstoupila jednu EFT terapii, druhá skupina také, lišila se od první pouze tím, že místo standardních bodů byly použity body na paži. Třetí skupina se lišila v tom, že zde nebyly ťukány body na studentech, ale na hračce (panence) a čtvrtá skupina neťukala vůbec, měla pouze za úkol vyrobit si hračku. Účastníci studie vyjádřili své pocity na SUDS škále před a po EFT sezení.
První tři skupiny dosáhly signifikantně lepšího efektu než čtvrtá skupina, nicméně mezi všemi třemi skupinami, jejichž účastníci ťukali, nebyly výraznější rozdíly. To znamená, že skupina, která ťukala na panenku, měla stejné výsledky jako skupiny, které ťukaly na tělo. Na základě tohoto zjištění dospěli autoři studie k závěru, že teorie, podle které je účinek EFT založen na stimulaci systému meridiánů, je nesprávná.
3. studie: Rowe

Třetí studie byla publikována roku 2005 v Counseling and Clinical Psychology (neindexován ani v PsycINFO ani v MEDLINE). Byl při ní využit dotazník SCL-90-R pro zhodnocení psychické nepohody (distress), který vyplnilo 102 účastníků účastnících se EFT workshopu. Dotazníky byly vyplněny před sezením, po sezení a šest měsíců po workshopu. Při srovnání dotazníků od všech skupin se ukázalo, že došlo k signifikantnímu poklesu nepohody všech sledovaných aspektů. Jelikož ale nebyla přítomna kontrolní skupina, nebylo možné odlišit výsledek od placebo efektu.

## Kritika
EFT byla v magazínu Skeptical Inquirer označena za pseudovědu zejména z důvodu spoléhání se na nepotvrzený mechanismus účinku, agresivní propagaci přes internet atd. Gary Craig, který systém EFT vytvořil, tvrdí, že ťukáním na tělo dochází ke změnám v meridiánech. Existuje mnoho bodů používaných v akupunktuře a nezahrnutých do EFT, jejichž stimulace může mít dosud neprozkoumaný nebo náhodný efekt. Tím se stává podle skeptiků EFT metodou netestovatelnou vědeckými metodami a tím i pseudovědou. Tento argument je také podpořen studií Waitea a Holdera, kteří prokázali účinnost i při ťukání na panence. Waite a Holder proto tvrdí, že účinky EFT jsou spíše než na práci s energií založeny na charakteristikách, které EFT sdílí s jinými metodami čínské medicíny. V novějším článku v Guardianu navrhují autoři (novináři), že samotné ťukání na body má hlavní význam spíše v tom, že odvrací pozornost od traumatizujícího zážitku a tím vede k úlevě. Během ťukání pak klient opakuje po terapeutovi krátkou připomínací frází, aby se zaměřil zpět na problém.
Dle průzkumu, který mezi 101 náhodně vybranými odborníky APA provedl John Norcross, jde o pravděpodobně zdiskreditovanou metodu léčby.